# Melodifestivalen 2015
Melodifestivalen 2015 fue la 54.ª edición de la competencia de la canción sueca para participar en el Festival de la Canción de Eurovisión 2015. Los presentadores fueron Sanna Nielsen, ganadora del Melodifestivalen 2014, y el humorista Robin Paulsson. El ganador fue Måns Zelmerlöw con la canción Héroes, en su tercer intento como intérprete.

## Estructura
Como en los 14 años anteriores, la competición consistió en cuatro semifinales, una ronda de Segunda Oportunidad o Andra Chansen y una final. Sin embargo, el número total de canciones aspirantes se redujo de 32 a 28, y en la final hubo 12 canciones en lugar de 10. Las 28 canciones aspirantes se dividen entre las cuatro semifinales, 7 por semifinal. En cada una, las canciones clasificadas en primer y segundo lugar pasan directamente a la final. La tercera y la cuarta pasan a la Segunda Oportunidad, y las otras tres son eliminadas de la competición. Más tarde, las canciones de Segunda Oportunidad se enfrentan en cuatro duelos de dos contra dos, y las ganadoras de cada duelo se unen a las ocho finalistas anteriores formando un total de 12 canciones para la final, cuya ganadora será la representante de Suecia en el Festival de la Canción de Eurovisión 2015.
Una nueva regla debutó en esta edición de 2015 estipulando que al menos el 50% de las canciones seleccionadas debían ser compuestas en todo o en parte por mujeres.

## Semifinales
Las cuatro semifinales tuvieron lugar en Gotemburgo (Scandinavium, 7 de febrero), Malmö (Malmö Arena, 14 de febrero), Östersund (Östersund Arena, 21 de febrero) y Örebro (Conventum Arena, 28 de febrero).

### 1.ª Semi-final: Gotemburgo
| # | Artista                         | Canción                                               | Autores                                                                          | Votos   | Votos   | Votos   | Posición | Resultado           |
| # | Artista                         | Canción                                               | Autores                                                                          | Ronda 1 | Ronda 2 | Total   | Posición | Resultado           |
| - | ------------------------------- | ----------------------------------------------------- | -------------------------------------------------------------------------------- | ------- | ------- | ------- | -------- | ------------------- |
| 1 | Molly Pettersson Hammar         | "I'll Be Fine" (Estaré bien)                          | Molly Pettersson Hammar, Lisa Desmond, Tim Larsson, Tobias Lundgren, Gavin Jones | 82.807  | —       | 82.807  | 6        | Eliminado           |
| 2 | Daniel Gildenlöw                | "Pappa" (Papá)                                        | Daniel Gildenlöw                                                                 | 44.483  | —       | 44.483  | 7        | Eliminado           |
| 3 | Rickard Söderberg & Elize Ryd   | "One by One" (Uno por uno)                            | Elize Ryd, Jimmy Jansson, Karl-Ola Kjellholm, Sharon Vaughn                      | 101.433 | 27.928  | 129.361 | 5        | Eliminado           |
| 4 | Dolly Style                     | "Hello Hi" (Hola hola)                                | Emma Nors, Palle Hammarlund, Jimmy Jansson                                       | 138.255 | 16.961  | 155.216 | 3        | Segunda Oportunidad |
| 5 | Behrang Miri feat. Victor Crone | "Det rår vi inte för" (Está fuera de nuestro control) | Behrang Miri, Albin Johnsén, Måns Zelmerlöw, Tony Nilsson                        | 140.374 | 8.606   | 148.980 | 4        | Segunda Oportunidad |
| 6 | Jessica Andersson               | "Can't Hurt Me Now" (Ya no puedes hacerme daño)       | Aleena Gibson, Fredrik Thomander                                                 | 187.686 | 25.279  | 212.965 | 2        | Final               |
| 7 | Eric Saade                      | "Sting" (Picar)                                       | Sam Arash Fahmi, Fredrik Kempe, Hamed "K-one" Pirouzpanah, David Kreuger         | 413.556 | 35.324  | 448.880 | 1        | Final               |

### 2.ª Semi-final: Malmö
| # | Artista                          | Canción                                               | Autores                                                                    | Votos   | Votos   | Votos   | Posición | Resultado           |
| # | Artista                          | Canción                                               | Autores                                                                    | Ronda 1 | Ronda 2 | Total   | Posición | Resultado           |
| - | -------------------------------- | ----------------------------------------------------- | -------------------------------------------------------------------------- | ------- | ------- | ------- | -------- | ------------------- |
| 1 | Linnus Svenning                  | "Forever Starts Today" (Para siempre comienza hoy)    | Aleena Gibson, Anton Malmberg Hård af Segerstad, Fredrik Kempe             | 357.113 | 36.156  | 393.269 | 4        | Segunda Oportunidad |
| 2 | Emelie Irewald                   | "Där och då med dig" (Allí y entonces contigo)        | Emelie Irewald                                                             | 134.638 | —       | 134.638 | 6        | Eliminado           |
| 3 | Samir & Viktor                   | "Groupie" (Foto de grupo)                             | Anton Malmberg Hård af Segerstad, Maria Smith, Kevin Högdahl, Viktor Thell | 455.225 | 19.958  | 475.183 | 3        | Segunda Oportunidad |
| 4 | Neverstore                       | "If I Was God For One Day" (Si fuera Dios por un día) | Thomas G:son, John Gordon, Jacob Widén                                     | 253.725 | 12.227  | 265.952 | 5        | Eliminado           |
| 5 | Marie Bergman & Sanne Salomonsen | "Nonetheless" (Sin embargo)                           | Andreas Stone Johansson, Allison Kaplan                                    | 134.427 | —       | 134.427 | 7        | Eliminado           |
| 6 | Magnus Carlsson                  | "Möt mig i Gamla Stan" (Quedamos en Gamla Stan)       | Thomas G:son, Lina Eriksson                                                | 441.477 | 34.140  | 475.617 | 2        | Final               |
| 7 | Mariette                         | "Don't Stop Believing" (No dejes de creer)            | Miss Li (Linda Karlsson), Sonny Gustafsson                                 | 472.908 | 28.219  | 501.127 | 1        | Final               |

### 3.ª Semi-final: Östersund
| # | Artista              | Canción                                     | Autores                                                                       | Votos   | Votos   | Votos   | Posición | Resultado           |
| # | Artista              | Canción                                     | Autores                                                                       | Ronda 1 | Ronda 2 | Total   | Posición | Resultado           |
| - | -------------------- | ------------------------------------------- | ----------------------------------------------------------------------------- | ------- | ------- | ------- | -------- | ------------------- |
| 1 | Ellen Benediktson    | "Insomnia" (Insomnio)                       | Ellen Benediktson, Anders Wrethov                                             | 288.995 | 9.768   | 298.763 | 5        | Eliminado           |
| 2 | Kalle Johansson      | "För din skull" (Por tu bien)               | Martin Eriksson, Thomas G:son, Thomas Karlsson                                | 261.572 | —       | 261.572 | 6        | Eliminado           |
| 3 | Andreas Weise        | "Bring Out the Fire" (Saca el fuego)        | Henrik Jansson, Thomas G:son, Anton Malmberg Hård af Segerstad                | 419.346 | 31.577  | 450.923 | 3        | Segunda oportunidad |
| 4 | Andreas Johnson      | "Living to Die" (Viviendo para morir)       | Andreas Johnson, Bobby Ljunggren, Karl-Ola Kjellholm                          | 252.280 | —       | 252.280 | 7        | Eliminado           |
| 5 | Isa                  | "Don't Stop" (No pares)                     | Isa Tengblad, Johan Ramström, Gustaf Svenungsson, Magnus Wallin, Oscar Merner | 499.426 | 18.978  | 518.404 | 2        | Final               |
| 6 | Kristin Amparo       | "I See You" (Te veo)                        | Kristin Amparo, Fredrik Kempe, David Kreuger                                  | 395.936 | 19.074  | 415.010 | 4        | Segunda oportunidad |
| 7 | Jon Henrik Fjällgren | "Jag är fri (Manne Liem Frije)" (Soy libre) | Jon Henrik Fjällgren, Erik Holmberg, Tony Malm, Josef Melin                   | 593.601 | 72.716  | 666.317 | 1        | Final               |

### 4.ª Semi-final: Örebro
| # | Artista             | Canción                                            | Autores                                                                         | Votos   | Votos   | Votos   | Posición | Resultado           |
| # | Artista             | Canción                                            | Autores                                                                         | Ronda 1 | Ronda 2 | Total   | Posición | Resultado           |
| - | ------------------- | -------------------------------------------------- | ------------------------------------------------------------------------------- | ------- | ------- | ------- | -------- | ------------------- |
| 1 | Midnight Boy        | "Don't Say No" (No digas que no)                   | Johan Krafman, Kristofer Östergren, Olle Blomström                              | 157.793 | —       | 157.793 | 7        | Eliminado           |
| 2 | Caroline Wennergren | "Black Swan" (Cisne negro)                         | Nicklas Eklund, Joel DeLuna, Aimee Bobruk                                       | 252.405 | 31.787  | 284.192 | 5        | Eliminado           |
| 3 | JTR                 | "Building It Up" (Levantándolo)                    | John Andreasson, Tom Lundbäck, Robin Lundbäck, Erik Lewander, Iggy Strange Dahl | 378.312 | 7.590   | 385.902 | 2        | Final               |
| 4 | Hasse Andersson     | "Guld och gröna skogar" (Bosques dorados y verdes) | Anderz Wrethov, Elin Wrethov, Johan Bejerholm, Johan Deltinger                  | 339.263 | 40.042  | 379.305 | 3        | Segunda Oportunidad |
| 5 | Dinah Nah           | "Make Me (La La La)" (Hazme (la la la))            | Dinah Nah, Dr. Alban, Jakke Erixson, Karl-Ola Kjellholm                         | 356.640 | 9.438   | 366.078 | 4        | Segunda Oportunidad |
| 6 | Annika Herlitz      | "Ett andetag" (Un respiro)                         | Amir Aly, Maciel Numhauser, Robin Abrahamsson, Sharon Dyall, Sharon Vaughn      | 226.388 | —       | 226.388 | 6        | Eliminado           |
| 7 | Måns Zelmerlöw      | "Heroes" (Héroes)                                  | Anton Malmberg Hård af Segerstad, Joy Deb, Linnea Deb                           | 712.652 | 58.771  | 771.423 | 1        | Final               |

## Andra Chansen (Segunda Oportunidad): Helsingborg
La Ronda de Segunda Oportunidad tuvo lugar el 7 de marzo de 2015 en el Helsingborg Arena, en la ciudad de Helsingborg.  A diferencia de las ediciones anteriores, cuatro de las ocho canciones de esta fase pasaron a la Gran Final, por lo que hubo cuatro duelos. Los productores determinaron la designación de los duelos en razón a dos reglas: no podían medirse en duelo dos canciones procedentes de una misma semifinal y las canciones que quedaron en tercer lugar en su respectiva semifinal se medirían solamente con las que quedaron cuartas. De esta forma, los duelos quedaron definidos de la siguiente forma:
|  | DUELOS                                                | DUELOS                                  |           |  | CLASIFICADOS                          | CLASIFICADOS |  |
|  |                                                       |                                         |           |  |                                       |              |  |
|  |                                                       |                                         |           |  |                                       |              |  |
|  | Andreas Weise "Bring Out the Fire"                    | 402.521 Eliminado                       |           |  |                                       |              |  |
|  | Linnus Svenning "Forever Starts Today"                | 531.109                                 |           |  |                                       |              |  |
|  |                                                       |                                         |           |  |                                       |              |  |
|  |                                                       |                                         |           |  |                                       |              |  |
|  |                                                       |                                         |           |  | Linus Svenning "Forever Starts Today" | Finalista    |  |
|  |                                                       | Hasse Andersson "Guld och gröna skogar" | Finalista |  |                                       |              |  |
|  |                                                       |                                         |           |  |                                       |              |  |
|  |                                                       |                                         |           |  |                                       |              |  |
|  |                                                       |                                         |           |  |                                       |              |  |
|  |                                                       |                                         |           |  |                                       |              |  |
|  | Hasse Andersson "Guld och gröna skogar"               | 599.724                                 |           |  |                                       |              |  |
|  | Kristin Amparo "I See You"                            | 441.015 Eliminado                       |           |  |                                       |              |  |
|  |                                                       |                                         |           |  |                                       |              |  |
|  |                                                       |                                         |           |  |                                       |              |  |
|  | Dolly Style "Hello Hi"                                | 404.960 Eliminado                       |           |  |                                       |              |  |
|  | Dinah Nah "Make Me (La La La)"                        | 524.887                                 |           |  |                                       |              |  |
|  |                                                       |                                         |           |  |                                       |              |  |
|  |                                                       |                                         |           |  |                                       |              |  |
|  |                                                       |                                         |           |  | Dinah Nah "Make Me (La La La)"        | Finalista    |  |
|  |                                                       | Samir & Viktor "Groupie"                | Finalista |  |                                       |              |  |
|  |                                                       |                                         |           |  |                                       |              |  |
|  |                                                       |                                         |           |  |                                       |              |  |
|  |                                                       |                                         |           |  |                                       |              |  |
|  |                                                       |                                         |           |  |                                       |              |  |
|  | Behrang Miri feat. Victor Crone "Det rår vi inte för" | 297.739 Eliminado                       |           |  |                                       |              |  |
|  | Samir & Viktor "Groupie"                              | 628.022                                 |           |  |                                       |              |  |

## Final: Estocolmo
La Gran Final tuvo lugar el 14 de marzo en el Friends Arena de Solna, Estocolmo. Ocho de los 10 finalistas procedían de las cuatro semifinales celebradas en las distintas ciudades de Suecia, mientras que los otros cuatro fueron los ganadores de los duelos del Andra Chansen. Eso significa que, a diferencia de ediciones anteriores, la final contó con 12 canciones en lugar de las 10 habituales.
El ganador fue elegido por una combinación de votos del público y 11 grupos de jurados internacionales. Los votos del público llegaron a través de llamadas telefónicas y mensajes SMS. Estaba previsto, al igual que en las galas anteriores de semifinal, que se utilizara también una app para votar, pero fue hackeada durante el transcurso de la gala, y la organización decidió anular todos los votos emitidos a través de la misma. Tanto el público como el jurado tienen adjudicado un total de 473 puntos cada uno. Cada grupo de jurado otorgaba sus puntos de la manera habitual del Melodifestivalen: 1, 2, 4, 6, 8, 10 y 12 puntos a sus siete canciones favoritas. Los once jurados internacionales se dieron a conocer el 8 de marzo de 2015 y provinieron de Armenia, Austria, Bélgica, Chipre, Estonia, Francia, Israel, Malta, Países Bajos, Eslovenia y Reino Unido.
Por otra parte, la votación del público se basó en el porcentaje de votos que obtuvo cada canción, asignándose el mismo porcentaje de los 473 puntos del televoto. Por ejemplo, si porcentualmente una propuesta hubiera obtenido un 10% del televoto, se le hubieran asignado los puntos calculados del 10% de 473 redondeados a un número entero, es decir, 47 puntos. En caso de empate, el voto del público prevalecería sobre el del jurado.
| N.º | Canción                                            | Armenia | Austria | Bélgica | Chipre | Estonia | Francia | Israel | Malta | Países Bajos | Eslovenia | Reino Unido | Jurado puntos | Televoto/SMS | Televoto/SMS | Televoto/SMS | Total | Posición |
| N.º | Canción                                            | Armenia | Austria | Bélgica | Chipre | Estonia | Francia | Israel | Malta | Países Bajos | Eslovenia | Reino Unido | Jurado puntos | Votos        | %            | Puntos       | Total | Posición |
| --- | -------------------------------------------------- | ------- | ------- | ------- | ------ | ------- | ------- | ------ | ----- | ------------ | --------- | ----------- | ------------- | ------------ | ------------ | ------------ | ----- | -------- |
| 1   | "Groupie" (Foto de grupo)                          |         |         | 10      | 4      |         |         |        | 8     | 6            |           | 1           | 29            | 65.927       | 4.2%         | 20           | 49    | 8        |
| 2   | "Building It Up" (Levantándolo)                    |         |         | 8       |        | 6       | 6       | 1      |       |              |           |             | 21            | 14.236       | 0.9%         | 4            | 25    | 10       |
| 3   | "Make Me (La La La)" (Hazme (La La La))            |         |         |         | 1      |         |         | 2      | 10    | 1            |           |             | 14            | 28.094       | 1.8%         | 8            | 22    | 12       |
| 4   | "Jag är fri (Manne leam frijje)" (Soy libre)       | 8       | 8       | 4       |        | 2       | 8       |        |       | 8            | 1         | 12          | 51            | 288.964      | 18.6%        | 88           | 139   | 2        |
| 5   | "Can't Hurt Me Now" (Ya no puedes hacerme daño)    | 4       |         |         |        |         | 1       |        | 6     |              | 4         |             | 15            | 25.721       | 1.7%         | 8            | 23    | 11       |
| 6   | "Heroes" (Héroes)                                  | 12      | 12      | 12      | 12     | 12      | 12      | 6      | 12    | 12           | 12        | 8           | 122           | 545.601      | 35.1%        | 166          | 288   | 1        |
| 7   | "Forever Starts Today" (Para siempre comienza hoy) | 2       | 10      | 1       | 6      | 4       | 2       | 4      |       |              | 6         | 6           | 41            | 57.838       | 3.8%         | 18           | 59    | 6        |
| 8   | "Don't Stop (No pares)                             |         | 4       |         |        | 10      |         |        | 2     | 4            | 8         | 10          | 38            | 60.213       | 3.9%         | 18           | 56    | 7        |
| 9   | "Möt mig i Gamla stan" (Quedamos en Gamla Stan)    | 1       | 1       |         | 8      |         |         |        |       |              |           |             | 10            | 59.811       | 3.8%         | 18           | 28    | 9        |
| 10  | "Sting" (Picar)                                    | 10      | 2       | 6       | 2      | 1       | 4       | 10     | 1     | 10           |           | 2           | 48            | 96.237       | 6.2%         | 29           | 77    | 5        |
| 11  | "Don't Stop Believing" (No dejes de creer)         | 6       | 6       | 2       | 10     | 8       | 10      | 12     | 4     | 2            | 10        | 4           | 74            | 90.749       | 5.8%         | 28           | 102   | 3        |
| 12  | "Guld och gröna skogar" (Bosques dorados y verdes) |         |         |         |        |         |         | 8      |       |              | 2         |             | 10            | 222.166      | 14.3%        | 68           | 78    | 4        |

### Resultado final
| #  | Artista              | Canción                                            | Texto (t) / Música (m)                                                          | Procedencia                  | Posición |
| -- | -------------------- | -------------------------------------------------- | ------------------------------------------------------------------------------- | ---------------------------- | -------- |
| 1  | Samir & Viktor       | "Groupie" (Foto de grupo)                          | Anton Malmberg Hård af Segerstad, Maria Smith, Kevin Högdahl, Viktor Thell      | 2º Semifinal (Andra chansen) | 8        |
| 2  | JTR                  | "Building It Up" (Levantándolo)                    | John Andreasson, Tom Lundbäck, Robin Lundbäck, Erik Lewander, Iggy Strange Dahl | 4º Semifinal                 | 10       |
| 3  | Dinah Nah            | "Make Me (La La La)" (Hazme La La La))             | Dinah Nah, Dr. Alban, Jakke Erixson, Karl-Ola Kjellholm                         | 4º Semifinal (Andra chansen) | 12       |
| 4  | Jon Henrik Fjällgren | "Jag är fri (Manne leam frijje)" (Soy libre)       | Jon Henrik Fjällgren, Erik Holmberg, Tony Malm, Josef Melin                     | 3º Semifinal                 | 2        |
| 5  | Jessica Andersson    | "Can't Hurt Me Now" (Ya no puedes hacerme daño)    | Aleena Gibson, Fredrik Thomander                                                | 1º Semifinal                 | 11       |
| 6  | Måns Zelmerlöw       | "Heroes" (Héroes)                                  | Anton Malmberg Hård af Segerstad, Joy Deb, Linnea Deb                           | 4º Semifinal                 | 1        |
| 7  | Linus Svenning       | "Forever Starts Today" (Para siempre comienza hoy) | Aleena Gibson, Anton Malmberg Hård af Segerstad, Fredrik Kempe                  | 1º Semifinal (Andra chansen) | 6        |
| 8  | Isa                  | "Don't Stop" (No pares)                            | Isa Tengblad, Johan Ramström, Gustaf Svenungsson, Magnus Wallin, Oscar Merner   | 3º Semifinal                 | 7        |
| 9  | Magnus Carlsson      | "Möt mig i Gamla stan" (Quedamos en Gamla Stan)    | Thomas G:son, Lina Eriksson                                                     | 2º Semifinal                 | 9        |
| 10 | Eric Saade           | "Sting" (Picar)                                    | Sam Arash Fahmi, Fredrik Kempe, Hamed "K-one" Pirouzpanah, David Kreuger        | 1º Semifinal                 | 5        |
| 11 | Mariette             | "Don't Stop Believing" (No dejes de creer)         | Miss Li (Linda Karlsson), Sonny Gustafsson                                      | 2º Semifinal                 | 3        |
| 12 | Hasse Andersson      | "Guld och gröna skogar" (Bosques dorados y verdes) | Anderz Wrethov, Elin Wrethov, Johan Bejerholm, Johan Deltinger                  | 4º Semifinal (Andra chansen) | 4        |

### Audiencia
| Gala          | Fecha         | Ciudad      | Sede              | Espectadores | Votos (Telf./SMS) |
| ------------- | ------------- | ----------- | ----------------- | ------------ | ----------------- |
| Semifinal 1   | 7 de febrero  | Gothenburg  | Scandinavium      |              | 1.215.965         |
| Semifinal 2   | 14 de febrero | Malmö       | Malmö Arena       |              | 2.382.636         |
| Semifinal 3   | 21 de febrero | Östersund   | Östersund Arena   |              | 2.865.979         |
| Semifinal 4   | 28 de febrero | Örebro      | Conventum Arena   |              | 2.573.350         |
| Andra Chansen | 7 de marzo    | Helsingborg | Helsingborg Arena |              | 3.830.306         |
| Gran Final    | 14 de marzo   | Estocolmo   | Friends Arena     |              | 1.555.557         |